# Pianottoli-Caldarello
Pianottoli-Caldarello település Franciaországban, Corse-du-Sud megyében. Lakosainak száma 800 fő (2022. január 1.). Pianottoli-Caldarello Figari, Levie, Monacia-d'Aullène és Sartène községekkel határos.

## Népesség
A település népességének változása:
| Lakosok száma | 310  | 889  | 653  | 821  | 940  | 943  | 912  | 910  | 901  | 800  |
|               | 1968 | 1982 | 1990 | 2006 | 2013 | 2015 | 2017 | 2019 | 2020 | 2022 |